# Октай Ефендієв
Ефендієв Октай Зія огли (азерб. Oqtay Əfəndiyev Ziya oğlu, нар. 27 лютого 1966 року, село Кахи, АзСРС) — український бізнесмен азербайджанського походження, меценат, громадський діяч. Президент ФК «Нива» (Бузова). Під час його керівництва «Нива» Бузова стала чемпіоном Київської області та у 2022/23 роках переможцем Другої ліги.

## Життєпис
Октай Ефендієв народився 27 лютого 1966 року в селі Кахи Кахського району Азербайджанської Радянської Соціалістичної Республіки.
Закінчив Київський технологічний інститут легкої промисловості за спеціальністю «інженер-технолог». З 1984 по 1986 проходив службу в радянській армії.
У 1994 році заснував компанію «Поділ Реставрація», що реконструювала історичні будівлі Києва. Нині бізнес налічує групу компаній з реставрації, будівництва, оренди та проєктування.
З 2000 по 2006 очолював Конгрес Азербайджанців України. Тривалий час був членом Ради національних меншин при Президенті України.
У 2008 році заснував благодійний фонд «Віра в майбутнє». Організація опікується дитячими будинками, лікарнями, допомагає людям, які опинилися в скрутному становищі.
У 2019 році став президентом ФК «Нива» Бузова. За його керівництва команда виграла кубок Києво-Святошинського району (2020), Київської області (2021), а взимку 2023-го – Меморіал Макарова.
У футбольному сезоні 2022/23 ФК «Нива» Бузова здобула перемогу в Другій лізі України.
З початку повномасштабного вторгнення Октай Ефендієв спільно з футболістами ФК «Нива» Бузова евакуйовували людей з окупованих околиць Києва, забезпечив зруйновані навчальні заклади новим обладнанням і підручниками, з перших днів війни перерахував у фонд допомоги українській армії мільйони гривень.

## Нагороди
Нагороджений орденом «Слава» Азербайджанської Республіки.